# Thomas Engdahl
Thomas Bertil Engdahl, född 25 juli 1964 i Säffle i Värmlands län, var Sveriges förbundskapten i friidrott 2004–2008. Han nominerades till årets idrottsledare vid idrottsgalan 2007 och efterträddes som förbundskapten av Stefan Olsson efter olympiska sommarspelen i Peking 2008.
Thomas Engdahl hoppade 4,20 meter i stavhopp, men slutade som aktiv och blev ledare och tränare från 1987. Han var anställd på Stockholms friidrottsförbund där han arbetade med att få barn och ungdomar att börja med friidrott. Efter VM i Göteborg blev han 1996 förbundskapten för damernas friidrottslandslag men han lämnade uppdraget 1998 efter att ha fått sitt första barn. Familjen flyttade till Spanien där Thomas Engdahl arbetade som massör men behöll kontakten med den svenska friidrotten bland annat tack vare att svenska friidrottares träningsläger låg där.
Efter OS i Aten 2004 efterträdde han Ulf Karlsson som förbundskapten för svenska landslaget som han ledde till och med OS i Peking. Därefter började han som sportchef på Sveriges olympiska kommitté med ansvar för friidrott och andra sommaridrotter.